# 베르너 팬톤
베르너 팬톤(Verner Panton, 1926년 2월 13일 ~ 1998년 9월 5일)은 덴마크 출신 디자이너이다.
여인숙을 운영하는 부모님 밑에서 태어나 오덴세 대학과 덴마크 왕립대학에서 건축학을 전공하였다. 대학 졸업 후 1950년부터 2년간 당시 활발한 활동으로 덴마크 건축을 이끌어간 아르네 야콥센(Arne Jacobsen)의 사무실에서 근무하며 그의 디자인에 많은 영향을 받았다. 1955년 건축 및 디자인 스튜디오를 설립하였으며, 그의 가구 디자인은 플러스리니에(Plus-linje)사에서 제조한 '콘 체어(Cone Chair)'를 시작으로 주목받았다. 베르너 팬톤은 1998년 9월 5일 코펜하겐에서 사망하였으며, 함께 콜라보레이션 작업을 진행하였었던 비트라(Vitra)사는 2000년 비트라 디자인 박물관(Vitra Design Musiem)에서 비트라(Vitra)와 베르너 팬톤과의 친밀한 관계를 증명하기 위한 회고전이 열렸다.

## 베르너 팬톤
베르너 팬톤은 덴마크의 20세기 가장 영향력 있는 건축가, 가구, 인테리어 디자이너로 주목받는다. 특히 플라스틱과 색을 이용하여 혁신적인 디자인을 보여주었으며, 그의 잘 알려진 가구 디자인을 상품으로 여전하다. 팬톤 디자인의 가장 큰 특징은 기발한 형태와 당대 산업사회의 신소재인 플라스틱을 재료로 활용하여 대량 생산 및 기존 디자인들과의 차별화된 자신만의 새로운 디자인 세계를 구축했다는 것에 있다. 특히 플라스틱 소재의 사용은 대량 생산과 더불어 단순한 장식품에서 벗어나려는 의도가 보여진다.

## 디자인 철학

### 색채
팬톤 디자인의 트레이드마크는 색채다. "색채는 형태보다 더 중요하다"라고 했을 정도로 그는 색채 사용을 중요하게 여겼으며, 어두운 색이나 자연스러운 갈색은 좋아하지 않았다. 건국대학교 실내디자인학과 김진우 교수는 2005년 발표한 논문에서 1955년부터 1970년까지 팬톤이 디자인한 의자 41개를 분석한 결과, 50% 이상이 붉은색 임을 밝혀냈다. 이 밖에도 원색이나 채도가 높은 색상을 선호하는 것을 발견하였다.베르너 팬톤은 "좋아하는 색깔의 의자에 앉아 있을 때 더욱 편안하게 쉴 수 있다"의 말을 통하여 색이란 우리의 일생이나 당시의 기분에 영향을 미친며, 물건을 보거나 새로운 경험 또한 색이 기여한다 주장하였다.

#### 색상별 철학
흰색(White)
흰색은 색은 아니지만 색의 결핍보다는 낫다 하였으며 결백과 순수함을 표현하는 색이다.베르너 팬톤은 흰 색을 많이 표현할수록 방은 생명적이지 않으며, 생식적이지 않아 사용을 자제해야 한다 주장하였다.

검은색(Black)
흰색과는 반대로 에너지가 없으며 인테리어에 부정적인 영향을 끼치지만 흰색과 함께 사용할 경우 흥미로운 강조 효과를 낼 수 있다.
- 예시 :Geometri, VP I, VP III, VP VI, VP 7, Sinfonia white on black

파란색(Blue)
파란색은 바다의 색깔이며 집중과 정신적 감동을 제공한다. 베르너 판톤은 차가운 색인 파란색과 따뜻한 색과의 혼합을 좋아했다.

초록색(Green)
초록색은 자연과 가장 가까운 색이며, 편안함과 휴식, 밸런스를 유지하는 색이다.

노란색(Yellow)
노란색은 태양의 색이며, 노른자, 꿀이 떠오르는 색이다. 햇볕과 더불어 기운이 나는 색으로 창문, 침실등에 적합하다. 하지만 동시에 강한 이기주의적인 부정적인 분위기를 풍길 수 있으므로 과도한 사용을 피해야 한다.

주황색(Orange)
주황색은 창의적이며 활동적이다. 감정 억제, 억압 해결에 도움을 주며 기쁨과 유머에 사용된다.

빨간색(Red)
빨간색은 베르너 팬톤이 가장 좋아하는 색으로 모두에게 통하는 멈춤의 색이다. 하지만 두껍고 무거운 색 중 하나이며, 사랑, 열정과 동시에 위험을 표현하기도 하다. 이러한 긍정적과 부정적인 느낌을 동시에 표현하는 색으로써 개개인의 개인적 경험에 기반하여 느껴지는 색이다. 빨간색은 대개 체온을 높이고, 혈액 순환이 원활하도록 도와주며 파란색과 함께 사용된다.

## 전시
Verner Panton Collected Works by Vitra Design Museum 
- 17.10.2009 - 27.12.2009 Opera City Art Gallery, Tokyo JP
- 14.05.2009 - 12.07.2009 National Museum of Singapore, Singapore SG
- 08.12.2007 - 02.03.2008 Seoul Art Centre, Hangaram Design Museum, Seoul KR
- 16.11.2006 - 14.01.2007 TADA Taiwan Art Design and Architecture Center, Taichung TW
- 01.06.2005 - 30.09.2005 AXA Gallery, New York USA
- 26.04.2004 - 10.10.2004 Saline Royale, Arc et Senans F
- 20.06.2003 - 26.10.2003 DDC Dansk Design Center , Kopenhagen DK
- 22.08.2002 - 13.10.2002 Sala Rekalde, Bilbao E
- 27.04.2002 - 31.07.2002 NRW Forum, Düsseldorf D
- 22.01.2002 – 30.03.2002 Fundación Pedro Barrié de la Maza, Conde de Fenosa, La Coruna E
- 19.09.2001 - 10.02.2002 Centro Cultural de Belém, Lissabon P
- 04.04.2001 – 29.07.2001 Schloß Schönbrunn Wien, Wien A
- 04.11.2000 - 07.01.2001 Grassimuseum, Leipzig D
- 30.06.2000 - 15.10.2000 Vitra Design Museum, Berlin D
- 05.02.2000 - 12.06.2000 Vitra Design Museum, Weil am Rhein D

Verner Panton Phantasy Landscape Visiona II by Vitra Design Museum
- 25.09.2007 - 08.01.2008 Grand Palais, Paris F
- 24.05.2007 - 16.09.2007 Whitney Museum of American Art, New York USA
- 14.12.2006 - 25.02.2007 Fundación Pedro Barrié de la Maza, Conde de Fenosa, La Coruna E
- 28.09.2006 - 12.11.2006 Fundación Pedro Barrié de la Maza, Vigo E
- 12.05.2006 - 17.09.2006 Kunsthalle, Wien A
- 02.11.2005 - 25.09.2005 Schirn Kunsthalle Frankfurt, Frankfurt D
- 27.05.2005 - 25.11.2005 Tate Liverpool, Liverpool GB
- 04.09.2004 - 07.11.2004 Cultuurcentrum Knokke, Heist B
- 02.10.2003 - 07.03.2004 The Montreal of fine Art, Montreal CDN
- 09.09.2002 - 10.09.2002 Theater Na Sretenke Moskau, RUS
- 23.05.2001 - 19.08.2001 Focke Museum Bremen, D
- 14.09.2000 - 14.01.2001 Lousiana Museum of Modern Art Humlebaek, DK

Verner Panton Designs in permanent museum collections
- Kunstmuseum Köln, Köln D
- Kunstindustrimuseet, Kopenhagen DK
- Musée des Arts Décoratifs, Montreal, CA
- Museum des Deutschen Werkbundes, Munich D
- Museum of Modern Art, New York USA
- Philadelphia Museumof Art, Philadelphia USA
- Design Center Stuttgart, Stuttgart, D
- Architekturmuseum Frankfurt, Frankfurt D
- Vitra Design Museum , Weil am Rhein, D
- Centre George Pompidou, Paris, F
- Trapholt Museum, Kolding, Dk
- Kunstmuseum Wolfsburg, Wolfsburg, D

Exhibitions by Verner Panton
- 1999 Design Museum London, GB
- 1998 Trapholt Museum, Kolding DK
- 1998 Galerie Tommy Lund, Odense DK
- 1997 Galerie Nicolai Wallner, Kopenhagen DK 1997 Galerie Soft Art, Zürich CH
- 1996 Galerie Littmann, Basel CH
- 1995 International Furniture Fair, Köln D 1994 Museum für Angewandte Kunst, Köln D
- 1993 Haag Stockholm, S 1993 Schweizer Möbelmesse International, Bern CH
- 1992 Kunstforeningen, Kopenhagen DK
- 1992 Centre Georges Pompidou, Paris F
- 1992 Gammel Holtegaard, Holte DK
- 1992 Scandinavian Furniture Fair, Kopenhagen DK
- 1992 Bukowski, Kopenhagen DK
- 1991 Danish Design Center, Kopenhagen DK
- 1989 International Furniture Fair Fritz Hansen ( Wire Cone Chair ), Kopenhagen DK
- 1988 International Furniture Fair Retrospektive, Kopenhagen DK
- 1987 International Furniture Fair Retrospektive, Brüssel, B
- 1986 Mobitare Retrospektive Basel, CH 1986 Illums Bolighus Retrospektive Kopenhagen, DK
- 1983 Linea `83 Gent, B
- 1982 Asbaek Gallery, Copenhagen, DK
- 1982 Möbel Rösch Basle, CH
- 1981 Scott Howard Associates London, GB
- 1980 Centre Georges Pompidou Paris, F
- 1980 Illums Bollighus Copenhagen, DK
- 1979 Pantorama, Special exposition, 8. Swiss Furniture Fair, Basle CH
- 1978 Interieur 1978, Kortrijk, B 1978 Von Roll Hannover, D
- 1977 Exposition Grand Palais Paris, F
- 1977 Indoor, Amsterdam, NL
- 1974 International Furniture Fair, Exhibition Fritz Hansen (1.2.3. furniture) Cologne, D
- 1972 International Furniture Fair, Exhibition Fritz Hansen (Pantonova Wire Chair) Cologne, D
- 1972 Cologne Furniture Fair, Exhibition Kill Cologne, D 1972 Heal`s London GB
- 1972 Zingg-Lamprecht CH 1970 Visiona II, Bayer Ship Cologne, D
- 1969 Centre Création Industrielle, Louvre Paris, F
- 1968 Centre Création Industrielle, Louvre Paris, F
- 1968 Visiona 0, Bayer Ship, Cologne, D
- 1967 Behr/ Schöner Wohnen Stuttgart, D
- 1967 Thonet Cologne, D
- 1966 German Textile Association Munich, D
- 1965 Knoll International Paris, F
- 1965 Herman Miller Basle, CH
- 1964 Cologne Furniture Fair, Exhibition Kill Cologne, D
- 1964 Möbel Rösch Basle, D
- 1963 Danish Furniture Fair Frederica, DK
- 1961 Unika Vaev Zürich, CH
- 1961 Building Center Hamburg, D
- 1960 Cologne Furniture Fair, All Scandinavia Exhibition Cologne, D
- 1960 Plus Linie Chicago, USA
- 1960 Unika Vaev New York, USA
- 1959 Dansk Köbestaevne ( Danish Sales Fair) Frederica, DK

## 수상 경력
오스트리아
- Medaille des Osterreichischen Bauzentrums, 1967
- Ehrenpreis der 4. Osterreichischen Mobelausstellung, 1969

덴마크
- Poul Henningsen Prisen, 1967
- Mobelprisen, 1978
- Sadolin Farve Pris, 1986
- Dansk Design Centers Arspris, 1991
- Bo Bedre Prisen, 1998
- Ridder af Dannebrogordenen, 1998

독일
- Rosenthal Studio Preis, 1966
- Bundespreis GUTE FORM, 1972 + 1986
- Deutsche Auswahl, 1981, 1982(twice), 1985 + 1986

이탈리아
- EURODOMUS 2, 1967

일본
- IF Priz, 1992

노르웨이
- Norsk Design Pris, 1992

USA
- International Design Award, 1963, 1968 + 1981